# Demak (regentschap)
Demak is een regentschap (kabupaten) in de Indonesische provincie Midden-Java op Java.  Het regentschap telt  1.203.956 inwoners (volkstelling 2020). Hoofdstad is de gelijknamige stad Demak.
Het regentschap wordt begrensd door de Javazee in het noordwesten, het regentschap Japara in het noorden, het regentschap Kudus in het oosten, het regentschap  Grobogan in het oosten en zuiden, het regentschap Semarang in het zuidwesten en de stadsgemeente (kota)  
Semarang westen.

## Onderdistricten
Het regentschap bestaat uit veertien onderdistricten (de zogenaamde kecamatans). In deze onderdistricten liggen 249 plaatsen die een administratieve eenheid zijn, 6 met een stedelijke karakter (kelurahan's) en 243 met een landelijke karakter (desa's)
| Naam         | Opper vlakte in km2 | Inwoners Volks telling 2010 | Inwoners Volks telling 2020 | Administratief centrum | Aantal plaatsen Kelurahan /desa's | Post code    |
| ------------ | ------------------- | --------------------------- | --------------------------- | ---------------------- | --------------------------------- | ------------ |
| Mranggen     | 72,22               | 157.143                     | 175.722                     | Mranggen               | 19                                | 59567        |
| Karangawen   | 66,95               | 82.814                      | 94.653                      | Karangawen             | 12                                | 59566        |
| Guntur       | 57,53               | 72.312                      | 86.122                      | Guntur                 | 20                                | 59565        |
| Sayung       | 78,69               | 96.758                      | 105.712                     | Sayung                 | 20                                | 59563        |
| Karangtengah | 51,55               | 59.075                      | 68.781                      | Karangtengah           | 17                                | 59561        |
| Bonang       | 83,24               | 95.796                      | 106.712                     | Bonang                 | 21                                | 59552 (a)    |
| Demak        | 61,13               | 98.127                      | 110.165                     | Demak                  | 6/13 (19)                         | 59511 -59517 |
| Wonosalam    | 57,88               | 71.485                      | 84.662                      | Wonosalam              | 21                                | 59571        |
| Dempet       | 61,61               | 51.092                      | 59.689                      | Dempet                 | 16                                | 59573        |
| Kebonagung   | 41,99               | 37.649                      | 41.560                      | Kebonagung             | 14                                | 59583        |
| Gajah        | 47,83               | 43.014                      | 51.735                      | Gajah                  | 18                                | 59581        |
| Karanganyar  | 67,76               | 68.182                      | 77.535                      | Karanganyar            | 17                                | 59582        |
| Mijen        | 50,29               | 50.305                      | 58.287                      | Mijen                  | 15                                | 59584        |
| Wedung       | 98,76               | 71.827                      | 82.621                      | Wedung                 | 20                                | 59554        |
| Totalen      | 897,43              | 1.055.579                   | 1.203.956                   | Demak                  | 249                               |              |

Noot: (a) behalve desa Kembangan, die de postcode 59511 heeft.
Stadsgemeenten: Magelang · Surakarta · Salatiga · Semarang · Pekalongan · Tegal

Regentschappen: Banjarnegara · Banyumas · Batang · Blora · Boyolali · Brebes · Cilacap · Demak · Grobogan · Japara · Karanganyar · Kebumen · Kendal · Klaten · Kudus · Magelang · Pati · Pekalongan · Pemalang · Purbalingga · Purworejo · Rembang · Semarang · Sragen · Sukoharjo · Tegal · Temanggung · Wonogiri · Wonosobo